# Бэсси, Дженнифер
Дженнифер Бэсси (англ. Jennifer Bassey; род. 22 июля 1942, Чикаго, Иллинойс) — американская актриса мыльных опер. Бэсси наиболее известна благодаря роли Мэриан Колби в дневной мыльной опере «Все мои дети», которую она играла с 1983 по 2011 год. Роль принесла ей номинацию на дневную премию «Эмми» в 1999 году и приз «Дайджеста мыльных опер» в 1998 году.

## Биография
Бэсси родилась и выросла в Чикаго, штат Иллинойс, и окончила Королевскую академию драматического искусства в Лондоне. Затем она вернулась в США и начала выступать на бродвейской сцене, что вскоре и привело её к ролям в Нью-Йоркских мыльных операх, включая «Любовь к жизни» и «На пороге ночи». 
В 1983 году она присоединилась к «Все мои дети», с тех пор оставаясь с шоу на периодической основе вплоть до его финала в 2011 году. Вне мыльных опер, она появилась с небольшими ролями в фильмах «Музей восковых фигур» (1988), «Появляется Данстон» (1996) и «27 свадеб» (2008), а также в прайм-тайм-сериалах «Фэлкон Крест», «Мэтлок», «Закон Лос-Анджелеса» и «Анатомия страсти».
В первых двух браках Дженнифер становилось вдовой. В 1971—1991 годы Бэсси была замужем за адвокатом Роем Ф. Эмери, а в 2005—2008 годы — за драматургом Лютером Дэвисом. С 19 апреля 2018 года она замужем в третий раз за актёром Джорджем Бэмфордом, с которым встречалась 4 года до их свадьбы.

## Мыльные оперы
- Любовь к жизни (1969—1971)
- Сомерсет (1975)
- На пороге ночи (1976—1977)
- Все мои дети (1983—1985, 1995—2008, 2009, 2011)